# Roland Nilsson (handbollsspelare)
Roland Nilsson var en svensk handbollsspelare, som spelade för Redbergslids IK och svenska landslaget under 1930-talet.

## Karriär
Roland Nilsson spelade för Redbergslids IK från säsongen 1935-1936 i allsvenskan. Redbergslid vann serien detta år och Roland Nilsson spelade 5 matcher. Han spelade sedan kvar åtminstone till säsongen 1938-1939. När Redbergslid vann allsvenskan det året spelade han 13 matcher. Det är inte känt när han slutade spela för RIK men tidigt 1940-tal är en bra gissning. Landslagskarriären inledde han 1936. Han är Stor grabb och har spelat 8 landskamper 1936–1938, se tabell nedan. Han spelade 4 landskamper utomhus och 4 inomhus men gjorde inget mål i landslaget.
|   | Årtal | Landskamp           | Plats         | Resultat |
| - | ----- | ------------------- | ------------- | -------- |
| 1 | 1936  | Sverige - Danmark   | Ystad ute     | 6 - 7    |
| 2 | 1937  | Sverige - Danmark   | Köpenhamn ute | 8 - 4    |
| 3 | 1938  | Sverige - Tyskland  | Göteborg ute  | 6 - 21   |
| 4 | 1938  | Sverige - Danmark   | Göteborg ute  | 5 - 6    |
| 5 | 1938  | Sverige - Österrike | Berlin (VM)   | 4 - 5    |
| 6 | 1938  | Sverige - Danmark   | Berlin (VM)   | 2 - 1    |
| 7 | 1938  | Sverige - Tyskland  | Berlin (VM)   | 2 - 7    |
| 8 | 1938  | Sverige - Tyskland  | Göteborg      | 15 - 16  |